# Eurosistema

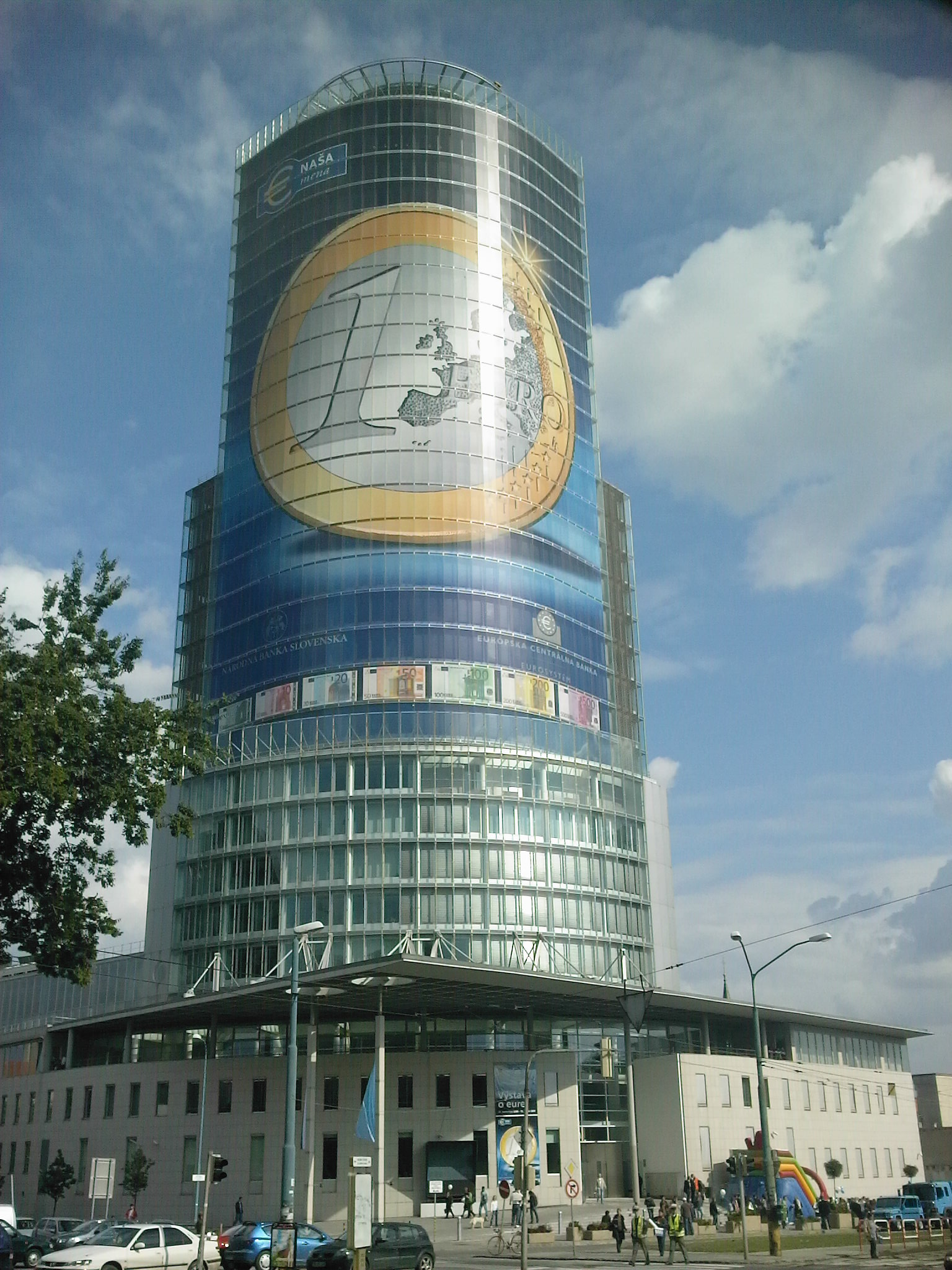
Banco Nacional da Eslováquia

O Eurosistema (pronunciado eurossistema; anteriormente Eurossistema) é a autoridade responsável pela política monetária da Zona Euro. É composto pelo Banco Central Europeu e pelos bancos centrais nacionais dos Estados-Membros da União Europeia que adotaram o euro.
O Eurosistema desempenha o papel que estaria reservado ao Sistema Europeu de Bancos Centrais (SEBC), formado por todos os bancos centrais dos 27 Estados-Membros, visto nem todos os Estados-Membros terem adotado o euro.

## Membros
- Banco Central Europeu

1. Alemanha:      Deutsche Bundesbank
2. Áustria:       Österreichische Nationalbank
3. Bélgica:       Nationale Bank van België/Banque nationale de Belgique
4. Chipre:        Kεντρικη Τραπεζα της Κυπρου (Kentrike Trapeza tis Kyprou)
5. Croácia:       Hrvatska narodna banka
6. Eslováquia:    Národná banka Slovenska
7. Eslovénia:     Banka Slovenije
8. Estónia:       Eesti Pank
9. Espanha:       Banco de España
10. Finlândia:     Suomen Pankki/Finlands Bank
11. França:        Banque de France
12. Grécia:        Τράπεζα της Ελλάδος (Trapeza tis Ellados)
13. Irlanda: Banc Ceannais na hÉireann / Central Bank of Ireland
14. Itália:        Banca d'Italia
15. Letónia:       Latvijas Banka
16. Lituânia:      Lietuvos bankas
17. Luxemburgo:    Banque Centrale du Luxembourg
18. Malta:         Bank Ċentrali ta’ Malta
19. Países Baixos: De Nederlandsche Bank
20. Portugal:      Banco de Portugal